# معادن الفوسفات

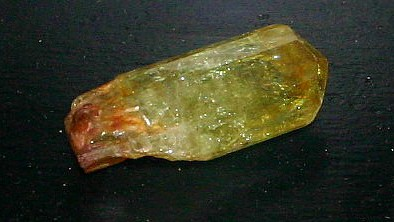
معدن الأباتيت من الأمثلة على معادن الفوسفات.

معادن الفوسفات هي المعادن التي تحوي على أنيون الفوسفات (3−PO4)، ذي البنية رباعية السطوح، في بنيتها الداخلية، إلى جانب أنيونات أخرى مثل الزرنيخات (3−AsO4) أو الفانادات (3−VO4)؛ بالإضافة إلى الهاليدات، والتي قد تجد لها مكاناً مناسباً في البنية البلورية.
تستخدم معادن الفوسفات بشكل أساسي في التسميد. 

## أمثلة
هناك العديد من الأمثلة على معادن الفوسفات؛ منها:
- تريفيليت Li(Fe,Mn)PO4
- مونازيت (La, Y, Nd, Sm, Gd, Ce,Th)PO4 ، وهو معدن فوسفاتي للفلزات النادرة
- بيرومورفيت Pb5(PO4)3Cl
- إريثريت Co3(AsO4)2·8H2O
- أمبليغونيت LiAlPO4F
- لازوليت (Mg,Fe)Al2(PO4)2(OH)2
- ويفيليت Al3(PO4)2(OH)3·5H2O
- فيروز CuAl6(PO4)4(OH)8·5H2O
- أوتونيت Ca(UO2)2(PO4)2·10-12H2O
- فوسفوفيليت Zn2(Fe,Mn)(PO4)2•4H2O
- شتروفيت (NH4)MgPO4·6H2O
- زينوتيم-Y Y(PO4)
- مجموعة الأباتيت (Ca5(PO4)3(F,Cl,OH

منها
- - هيدروكسيل أباتيت Ca5(PO4)3OH
  - فلورأباتيت Ca5(PO4)3F